# フリーダム級 (スタートレック)
フリーダム級(Freedom class)は『スタートレック』シリーズに登場する架空の宇宙船。惑星連邦所属、宇宙艦隊のスターシップである。

## 概要
作中においてフリーダム級(Freedom class)は二種類登場する。

## 24世紀のフリーダム級
『新スタートレック』シーズン4の第1話「浮遊機械都市ボーグ　後編」のウルフ359の戦いにおいて登場。
よく言えば独特でインパクトのあるデザイン、悪くいえば手抜きをしたようなデザインで、円盤部から伸びたドーサルネックが第2船体ではなく1基のワープナセルに直結している姿をしている。円盤部はアンバサダー級に似た正円型のもので、1基だけのワープナセルはギャラクシー級の流用である。ディフレクター盤やインパルスエンジンも見当たらない（ちなみにスターシップ・コレクションNO.118の4ｐによる説明では『インパルスエンジン』は円盤部とドーサルネック部の接続部に2機、メインディフレクター盤はワープナセル下部の小さな箱状の部分に設置されているとなっている）上にワープナセルが1基だけであるため、機動力が伴わない様にも見えるが最高速度はワープ9.2となっている。似たような形に、「ケルビィン級」もある。
なお、他にワープナセルが1基の宇宙艦にリブート版劇場版に登場したU.S.S.ケルヴィンNCC-0514があるが、こちらには第2船体がある。
上記のスターシップ・コレクションNO.118のイラストでは、ワープナセルの上部に廊下の様な縦長の突起部があり、窓が描かれていることから第２船体部分とも言えなくもない。
実質的にフリーダム級は、ミランダ級などの円盤部のみの艦と同等だと思われます。
映画『スタートレックII』・『スタートレックIII』に円盤部にドーサルネックとワープナセルが1本のヘルメス級という宇宙船が、設定的に存在している事になっている。
デザイン的な流れで言えば、フリーダム級はヘルメス級の後継艦となる。
このデザインは、エンタープライズがボーグキューブに撃破された39隻の連邦宇宙艦の墓場を通過するシーンのために作られたモブ宇宙艦のひとつである。このシーンではミニチュアを手掛けるグレッグ・ジーンが、スタジオに余っていた宇宙艦のパーツを組み合わせて即興で作られた宇宙艦が多数見られて興味深いが、その中でもフリーダム級は際立って特異な形状をしている。

### 性能
- 最高ワープ速度　最大速度9.2

- 武装　（フェイザー7門、光子魚雷発射管3門装備:魚雷搭載数175）

- デッキ　14階

- 乗員数　200名

### フリーダム級宇宙船一覧
- U.S.S.フリーダム　(U.S.S.Freedom NX -68179)

フリーダム級の一番艦。2380年、ソル星系に現れた「惑星の殺し屋」を迎撃するため、ピカード艦隊に参加（『Star Trek:TNG -BEFORE DISHONOR-』）。
- U.S.S.コンコルド (U.S.S.Concorde、NCC-68711)

『新スタートレック』のラストエピソードでQが作り出した仮想未来において、ロミュランとの中立地帯に配備された。船名は1970年代にイギリスとフランスが共同開発した超音速旅客機コンコルドに由来。
- U.S.S.ファイアブランド (U.S.S.Firebrand、NCC-68723)

2367年、ウルフ359の戦いに参加し大破、喪失。船名は松明の意。
- 他、同型艦が9隻。

## 22世紀のフリーダム級
- U.S.S.フランクリン（U.S.S.Franklin、NX-326）

劇場版13作『スター・トレック ビヨンド』に登場。
地球の宇宙船として初めてワープ4に達した船とされる。
デザインはNX-01に似た、円盤部に直接ワープナセルが接続したものとなっている。武装はパルスフェイズ砲と空間魚雷で、NX-01とほぼ同じ。